# Plator pandeae
Plator pandeae is een spinnensoort uit de familie Trochanteriidae. De soort komt voor in India en China.